# Timur Bitokov
Timur Viktorovich Bitokov (em russo: Тимур Викторович Битоков - Nalchik, 13 de março de 1984) é um futebolista russo que milita no FC Druzhba Maykop. Atua como zagueiro.